# Alyson Annan
Alyson Regina Annan (Sydney, 21 juni 1973) is een Australisch hockeycoach en voormalig hockeyster die in totaal 228 keer uitkwam (166 doelpunten) voor de Australische hockeyploeg.
Annan werd in 1998 en 2000 door de FIH verkozen tot World Hockey Player of the Year. Als international won Annan twee keer goud op de Olympische Spelen (1996 en 2000), twee keer goud op een WK (1994 en 1998) en vier keer won zij de Champions Trophy  ('93, '95, '97 en '99). Annan speelde van 2000 tot 2003 bij HC Klein Zwitserland en werd daarna hoofdcoach bij de club uit Den Haag. Dit bleef zij tot de zomer van 2007 doen. Bij de Olympische Zomerspelen van 2004 was Annan assistent-coach onder Marc Lammers bij de Nederlandse vrouwenploeg.
In september 2014 werd Annan de eerste vrouwelijke hoofdcoach in het Nederlandse mannenhockey, bij Amsterdam. Zij volgde oud-international Taco van den Honert op. In oktober 2015 trad zij aan als opvolger van bondscoach Sjoerd Marijne van de Nederlandse vrouwenploeg. In 2017 won zij met de Nederlandse vrouwenploeg goud op het Europees kampioenschap hockey in Amstelveen.
Annan werd door de FIH uitgeroepen tot Women's Coach of the Year 2019 en ook van 2024.
In 2021 won zij met de Nederlandse vrouwenploeg goud op de Olympische Zomerspelen in Tokio. Na een verschil van inzicht met de bond werd Alyson Annan op 12 januari 2022 ontslagen. Volgens de speelsters heerste er onder Annan een angst- en zwijgcultuur. Haar assistent Jamilon Mülders volgde haar op als interim-trainer. 
In mei 2022 werd Annan bondscoach van de Chinese vrouwenhockeyploeg.

## Erelijst
Als speelster
 Australië
- 2001: Champions Trophy
- 2000: Champions Trophy
- 2000: Olympische Zomerspelen
- 1999: Champions Trophy
- 1998: Wereldkampioenschap
- 1998: Gemenebestspelen
- 1997: Champions Trophy
- 1996: Olympische Zomerspelen
- 1995: Champions Trophy
- 1994: Wereldkampioenschap
- 1993: Champions Trophy
- 1993: Hockey Junior World Cup

Als bondscoach
 China (vrouwen)
- 2024: Olympische Zomerspelen

 Nederland (vrouwen)
- 2021: Europees kampioenschap
- 2020: Hockey Pro League
- 2020: Olympische Zomerspelen
- 2019: Hockey Pro League
- 2019: Europees kampioenschap
- 2018: Wereldkampioenschap
- 2018: Champions Trophy
- 2017: Hockey World League
- 2017: Europees kampioenschap
- 2016: Olympische Zomerspelen
- 2016: Champions Trophy

## Onderscheidingen
- 1994: Team van het Jaar – Australian Sports Awards
- 1995: Team van het Jaar – Australian Sports Awards
- 1996: Team van het Jaar – Australian Sports Awards
- 1996: Speelster van het Jaar – Australian Women's Hockey Association
- 1996: Player of the Series – Australian Hockey League
- 1996: New South Wales – Sportvrouw van het Jaar
- 1996: New South Wales – Atleet van het Jaar
- 1996: Order of Australia
- 1997: Team van het Jaar – Australian Sports Awards
- 1997: Speelster van het Jaar – Australian Women's Hockey Association
- 1997: Speelster van het – Toernooi Champions Trophy
- 1998: Team van het Jaar – Australian Sports Awards
- 1998: Internationaal Speelster van het Jaar – International Hockey Federation
- 1998: Speelster van het Toernooi – Hockey World Cup
- 1998: Finalist World Sportswoman of the Year Women's Sport Foundation (USA)
- 2000: Internationaal Speelster van het Jaar – International Hockey Federation
- 2002: Speelster van het Jaar – Hoofdklasse
- 2003: Speelster van het Jaar – Hoofdklasse
- 2013: Toegevoegd aan de Sport Australia Hall of Fame
- 2019: FIH Vrouwelijk Coach van het Jaar
- 2021: KNHB Lid van Verdienste[8]
- 2021: Ridder in de Orde van Oranje-Nassau
- 2024: FIH Vrouwelijk Coach van het Jaar

## Privé
Annan kwam in 2000 met haar echtgenoot Max Caldas naar Nederland en samen gingen zij hockeyen bij HC Klein Zwitserland. Hun huwelijk liep niet lang daarna stuk.  Sinds september 2005 is Annan getrouwd met de Nederlandse oud-international Carole Thate. Samen hebben ze twee kinderen.
- Australian Women's Register: AWE2297b
- International Standard Name Identifier: 0000 0000 4781 4766
- Library of Congress Control Number: n2005025818
- Virtual International Authority File: 4338008
- WorldCat: E39PBJvxp7XkyK69KPgTgdJVYP

Naomi van As · 
Willemijn Bos · 
Carlien Dirkse van den Heuvel · 
Margot van Geffen · 
Eva de Goede · 
Ellen Hoog · 
Kelly Jonker · 
Marloes Keetels · 
Laurien Leurink · 
Caia van Maasakker · 
Kitty van Male · 
Maartje Paumen · 
Joyce Sombroek · 
Maria Verschoor · 
Xan de Waard · 
Lidewij Welten ·
Coach: Alyson Annan
Felice Albers · 
Margot van Geffen ·  
Eva de Goede · 
Marloes Keetels · 
Josine Koning · 
Sanne Koolen · 
Laurien Leurink · 
Caia van Maasakker · 
Frédérique Matla ·  
Laura Nunnink · 
Malou Pheninckx · 
Pien Sanders ·  
Lauren Stam · 
Maria Verschoor · 
Xan de Waard · 
Lidewij Welten · 
Coach: Alyson Annan